# Andrea Quinn
Andrea Quinn est une cheffe d'orchestre britannique née en 1964.

## Biographie
Elle a étudié la direction d'orchestre à la Royal Academy of Music avec Colin Metters, George Hurst et John Carewe, et y a remporté les prix de direction Ernest Read et Ricordi.

## Collaborations
Quinn a collaboré avec les orchestres suivants :
- BBC National Orchestra of Wales
- BBC Scottish Symphony Orchestra
- City of London Sinfonia
- Ensemble orchestral de Paris[3]
- Hallé Orchestra
- London Mozart Players
- London Philharmonic Orchestra (qu'elle a dirigé durant trois ans)
- London Symphony Orchestra
- New York City Ballet Orchestra[4]
- Northern Sinfonia
- Philharmonia Orchestra
- Royal Philharmonic Orchestra
- Scottish Chamber Orchestra
- Bournemouth Sinfonietta
- Orchestre de l'Opéra national de Paris

## Enregistrements
- L'Oiseau innumérable de Thierry Pécou, Ensemble orchestral de Paris, piano: Alexandre Tharaud, Harmonia Mundi n° HMC 801974, 2008
- Tuesay de Paul McCartney, London Symphony Orchestra, EMI Records
- Les Concertos pour piano et orchestre n° 2 et n° 5 de Camille Saint-Saëns, Brigitte Engerer, piano, l'Ensemble orchestral de Paris, dir. Andrea Quinn (Mirare) 2008